# Benjamin Constant
Henri-Benjamin Constant de Rebecque (født 25. oktober 1767, død 8. december 1830) var en schweiziskfødt adelsmand, tænker, forfatter og politiker.
Udover sine egne værker er han også kendt for sin brevveksling med den hollandsk-schweiziske forfatter Isabelle de Charrière (Belle van Zuylen).